# Vascões
Vascões es una freguesia portuguesa del concelho de Paredes de Coura, con 6,97 km² de superficie y 237 habitantes (2001). Su densidad de población es de 34 hab/km².

## Galería

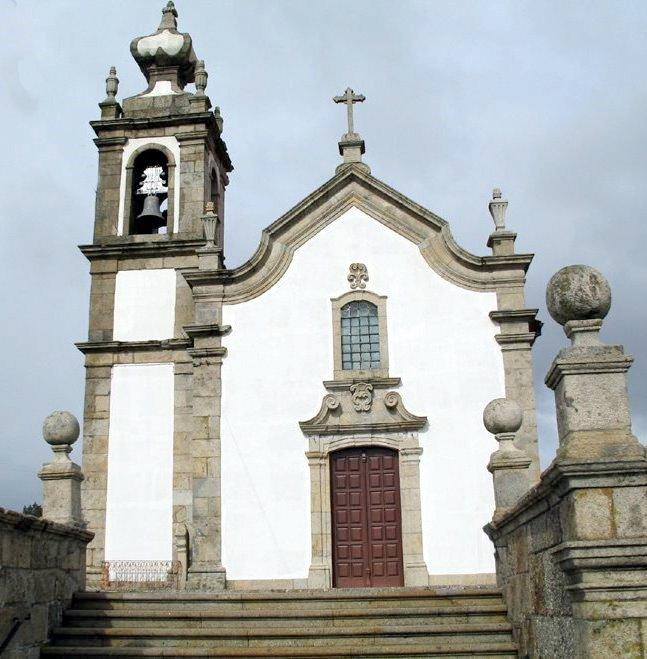